# Малий Кобилин
Ма́лий Кобилин — село в Україні, в Коростенському районі Житомирської області. Входить до складу Овруцької міської громади. Населення становить 276 осіб.

## Історія
Село Кобилин згадане як Кубилин в описі Овруцького замку від 1545 року, з переліком приписаних до нього міщан, боярів, селян та земель, а також повинностей та податей на користь замку, де сказано, що село було вотчиною князів Кубилинських (пізніше — Кобилинських), які отримали землі у власність від Олелька Володимировича, що підтверджено згодом Сигізмундом Августом. У 1571 році звідти вносили подимне 16 путніх боярів, а у 1581 році — 12 боярів по 15 грошів та 2 загродники по 6 грошів. Також згадується в акті від 10 січня 1650 року під іменем землі Кобилинської — король Ян Казимир підтвердив володіння дворянам Кубилинським землею Кобилинською та островом Круківським, за умови земської господарської служби. Грамоту споряджено на підставі попередньої, виданої Сигізмунд II Август|Сигізмундом Августом про надані дворянські права Кубилинським, на заміну втрачених під час козацької війни всіх інших документів. Згадане під назвою в акті від 20 серпня 1679 року — дворянин Францішек Потоцький скаржився на дворян Івана та Каленика Кубилинських, учасників козацького повстання, що вони не дозволяли йому користуватися ділянкою землі в с. Кубилин, спалили господарські будівлі та вбили селянина, який мав зорати ту землю.
В другій половині 19 століття — село Кобилин (два села — Великий і Малий Кобилини) Норинської волості Овруцького повіту Волинської губернії, за 144 верти від Житомира, за 18 верст від Овруча, де розміщувалася також найближча поштова станція, за 164 версти від залізничної станції у Києві. Було заселене міщанами Кобилинськими. Дерев'яну церкву з такою ж дзвіницею збудовано у 1752 році, за кошти вірян. Землі при церкві — понад 12 десятин, без документів. До парафії належали села Паршева (3 версти), Круки (2 версти) та хутори Чабан (5 верст) і Мощаниця (10 верст). Дворів 125, православних — 985, римокатоликів — 6, юдеїв — 15. Сусідні парафії — Велідники (4 версти), Норинськ (5 верст), Хлупляни (6 верст). Лежало між шляхами з Овруча до Словечна та з Норинська до Велідник.
Наприкінці 19 століття — село Кобилин (в історичних документах — Кубилин) Норинської волості Овруцького повіту, на річці Норинь, за 5 верст від Норинська та 20 верст від Овруча, де розміщувалася також поштова станція. Була церковна парафія, до якої належали села Круки та Паршове. Мешканців — 613, дворів — 99.
У 1906 році — Кобилин Малий, село Норинської волості Овруцького повіту Волинської губернії. Відстань від повітового міста 18 верст, від волості 6. Дворів 38, мешканців 213.